# Ivan Kolev

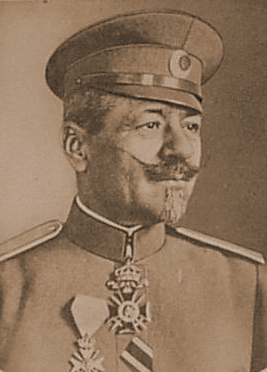
General Ivan Kolev

Ivan Kolev (în bulgară Иван Колев; n. 15 septembrie 1863, Băneasa, Principatele Unite ale Moldovei și Țării Românești – d. 29 iulie 1917, Viena, Austria) a fost unul dintre generalii armatei Bulgariei din Primul Război Mondial.
A îndeplinit funcția de comandant al Diviziei 1 Cavalerie bulgară în campania acesteia din România, având gradul de general-maior.